# Torre degli Alberici
La Torre degli Alberici è una delle circa 20 torri gentilizie ancora esistenti nel centro storico della città di Bologna.

## Storia
La famiglia Alberici fece erigere la torre nel XII secolo. L'edificio sorge alla sinistra di Palazzo della Mercanzia, dove precedentemente era situata la vecchia dogana.
La torre è stata a lungo occultata da un edificio successivo, rimosso nel 1920 quando un massiccio intervento di restauro ha interessato la torre stessa e i palazzi circostanti.
Il piano terra della torre ospita quella che è considerata la più antica bottega di Bologna. Nel 1273, anno in cui venne inserita la bottega, i muri della torre vennero assottigliati in corrispondenza del primo piano, in modo da avere uno spazio maggiore. La bottega è visibile e funzionale ancora oggi.

## Struttura
La torre oggi ha un'altezza di 27 m, ma lo spessore delle mura suggerisce dimensioni maggiori. È probabile che, nel corso dei secoli, la torre sia stata abbassata per ridurre il peso, rendendola più stabile e scongiurando il rischio di inclinazioni.
Sulla facciata della torre sono visibili dei fori, alcune sono buche pontaie che risalgono al cantiere di costruzione, altri invece servivano ad ancorare scale e solai utili a mettere in comunicazione la torre con altre strutture esterne.